# 趙永昌
趙永昌，雲南省澂江府新興州人，清朝政治人物、同進士出身。
光緒六年（1880年），参加庚辰科殿試，登進士三甲第159名。同年五月，著交吏部掣签，分发各省以知县即用。担任东川府学教授，后监督河堤有功，保举知县不任，辞职归乡。